# São Brás (Amadora)
São Brás – dawna parafia (freguesia) gminy Amadora i jednocześnie miejscowość w Portugalii. W 2011 zamieszkiwało ją 26 263 mieszkańców, na obszarze 5,12 km². Od 2013 jest częścią parafii Mina de Água.